# Ferrovia Fives-Mouscron
La ferrovia Fives-Mouscron (Ligne de Fives à Mouscron (frontière) in francese) è una linea ferroviaria francese a scartamento ordinario lunga 14,6 km che unisce Lilla con la frontiera franco-belga presso Wattrelos. Oltreconfine la ferrovia prosegue verso Mouscron e Courtrai come linea 75.

## Storia
Il segmento tra Tourcoing e Mouscron fu attivato il 6 novembre 1842. Quello tra Lilla e Tourcoing fu invece aperto il 2 luglio 1843.